# نهر كيريو
نهر كيريو، هو نهر في مقاطعة توركانا، كينيا، يفيض شمالا في بحيرة توركانا. هو أحد أطول الأنهار في كينيا، حيث نشأ بالقرب من خط الاستواء.

## دورة النهر
نهر كيريو يرتفع على المنحدرات الشمالية من تلال أماسيا إلى الغرب من بحيرة بوجوريا. يتدفق شمالا عبر وادي كيريو بين تلال توجين وجرف إلغيو.يرتفع جرف إلغيو إلى أكثر من 1,830 متر (6,000 قدم) فوق وادي كيريو في بعض الأماكن.  يستمر كيريو في اتجاه الشمال، وغالبا من خلال الوديان العميقة والضيقة، لدخول بحيرة توركانا في دلتا إلى الجنوب مباشرة من الدلتا التي شكلها نهرا توركويل ولوكيشار. تساهم كيريو وتوركويل بنسبة 98٪ من مياه النهر المتدفقة إلى بحيرة توركانا على الأراضي الكينية (والتي تشكل 2٪ فقط من إجمالي التدفق النهري). وكلا هذين النهرين موسميان في مجراهما السفلية. 
بالقرب من مصدره، يتغذى نهر كيريو على اثنين من الروافد الرئيسية التي تتدفق أسفل جرف إلغيو: نهر آرور، ونهر إمبوبت.

## استخدام الأراضي
تقع محمية بحيرة كامناروك الوطنية ومحمية وادي كيريو الوطنية على الجانبين الشرقي والغربي لنهر كيريو في الوادي العلوي.إنها غير مطورة، هناك وفرة في أنواع الطيور ومعروفة بمناظرها الطبيعية. الضفة اليسرى 25 كيلومتر (16 ميل)من النهر في محمية جنوب توركانا الوطنية. 
في عام 1999، كانت هناك مزاعم بأن شركة فلورسبار ماينز تقوم بإلقاء نفايات سامة في النهر. ونفى الوزير المسؤول عن التنقيب عن المعادن هذه.  المواقع الرئيسية للزراعة المروية في مقاطعة توركانا هي على طول نهري تركويل وكريو. مشاريع الري لورتي باي وموروليم موجودة في كيريو. المحاصيل الرئيسية هي الذرة والذرة الرفيعة التي تمثل80٪ من المحاصيل المروية، وكذلك الجرام الخضراء واللوبيا والموز والمانجو والبرتقال والجوافة.

## المعرض

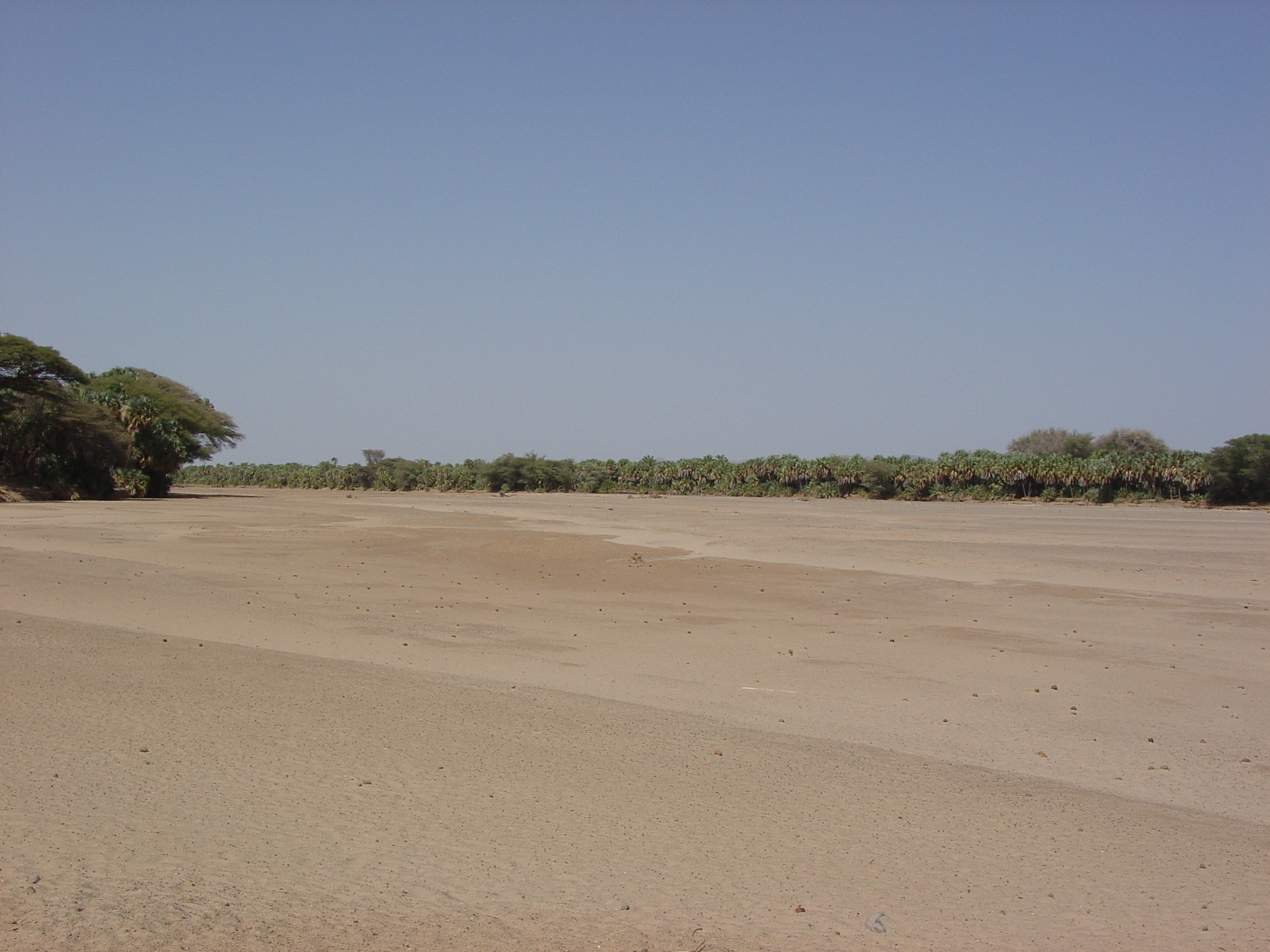
نهر كيريو خلال موسم الجفاف. مجرى النهر طيني ويتآكل بسهولة أثناء أحداث العواصف.
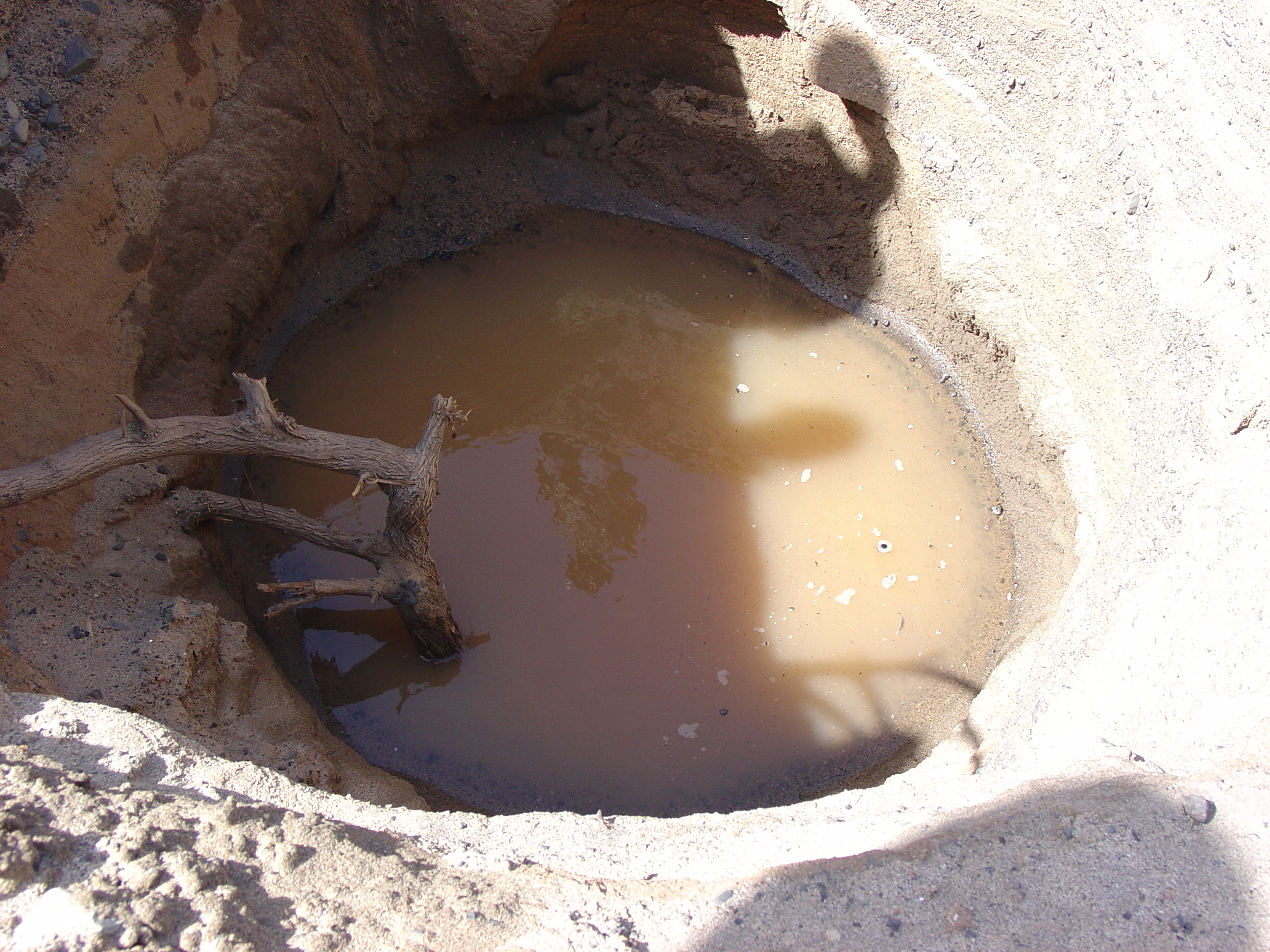
حفرت يدويا جيدا في مجرى النهر.
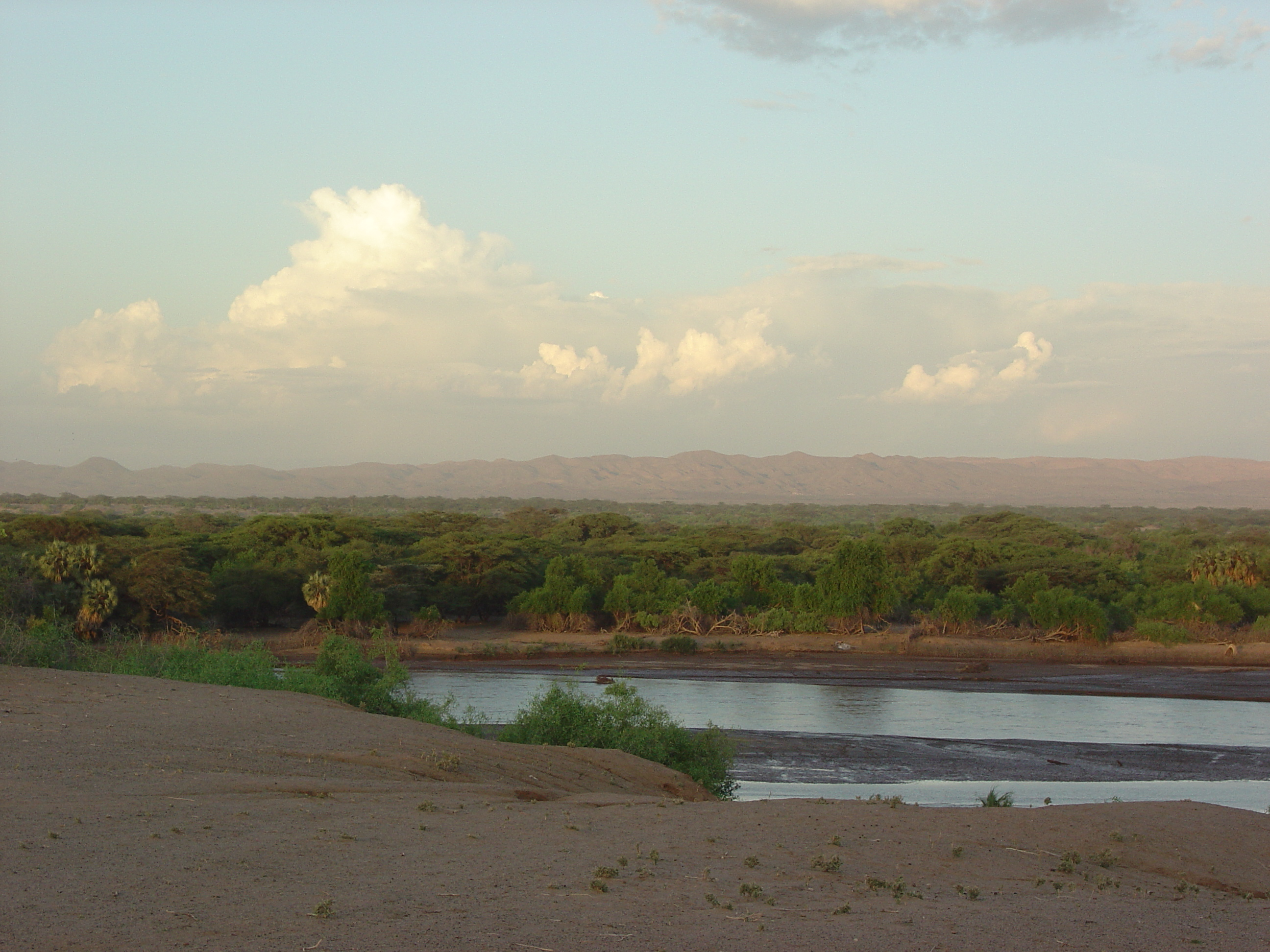
تدفق نهر كيريو بعد عاصفة ممطرة غزيرة.